# Ust-Kamenogorsk Titan-Magnesium Kombinat
Das Ust-Kamenogorsk Titan-Magnesium Kombinat (russisch Усть-Каменогорский титано-магниевый комбинат) ist ein metallverarbeitendes Unternehmen mit Sitz in Öskemen. Es ist einer der weltweit größten Produzenten von schwammigem Titan und Magnesium in Form von Barren und Puder.

## Geschichte
Das Ust-Kamenogorsk Titan-Magnesium Kombinat wurde am 27. März 1965 gegründet. Das Werk wurde mit Hilfe der neuesten Technologie sowie Forschung und Entwicklung sowie Berufserfahrung von Unternehmen in der Ukraine und Russland aufgebaut.
Im Jahr 1997 wurde die Anlage als eines der ersten kasachischen Unternehmen einer finanziellen Prüfung in Übereinstimmung mit internationalen Standards unterzogen. Das gesamte Titan und nahezu das gesamte produzierte Magnesium wurden vollständig ins Ausland exportiert.
Während der Jahre 1995 bis 1998 war das hochwertige Titan für den Einsatz in der Raumfahrtindustrie zertifiziert.
Das Unternehmen errichtet außerdem ein neues Werk zur Herstellung von Titanbarren und Titanlegierungen mit einer Produktionskapazität von 11.000 Tonnen im Jahr. Die Kosten für das Projekt liegen bei 12,3 Milliarden Tenge.